# Lichenochora obscuroides
Lichenochora obscuroides is een korstmosparasiet en behoort tot de orde Phyllachorales. Het komt voor op rond schaduwmos (Phaeophyscia orbicularis).

## Kenmerken
De  perithecia zijn verzonken en meten 180 tot 240 µm in diameter. Het peridium is 20 tot 30 μm dik, bruin, samengesteld uit 4 tot 5 lagen enigszins afgeplatte cellen van 12-15 × 4-5 μm groot. Asci zijn breed cilindrisch of licht clavaat, zeer dunwandig, niet gespleten, geen blauwverkleuring in jodium, meestal 8-sporig. De ascosporen zijn glad, ellipsoïdaal tot cilindrisch-ellispoïdaal, hyaliene, enkelvoudig gesepteerd, dunwandig, zonder epispore of gelatineus omhulsel en meten 15-18 × 5-7 µm.

## Verspreiding
Lichenochora obscuroides komt met name voor op het noordelijk halfrond (Europa, Noord-Amerika). In Nederland komt het zeldzaam voor.